# Remix
|  | No s'ha de confondre amb Cultura remix. |

Remix (traduït literalment com a «remescla»), és un anglicisme utilitzat a la música per a referir-se a una mescla alternativa d'una cançó en un estudi de gravació, per a donar-li un nou aspecte sonor o millorar la qualitat de so, a vegades amb la incorporació de nous ritmes i efectes.